# To Mother
To Mother è il primo EP del gruppo musicale statunitense Babes in Toyland, pubblicato nel 1991.

## Descrizione
Il disco è stato prodotto da John Loder ed è stato pubblicato per la prima volta nel 1991 dall'etichetta discografica Twin/Tone Records. Una successiva ristampa è stata data alle stampe nel 1993 dalla Southern Records. Il mini-album è rimasto nella top ten della indie chart britannica per 13 settimane, tra cui 10 in prima posizione.
Il brano Catatonic è stato pubblicato nel 1993 nel 7" split pubblicato assieme con i Poison Idea Catatonic/Death, Agonies & Screams.

## Tracce
1. Catatonic – 2:50
2. Mad Pilot – 2:51
3. Primus – 4:00
4. Laugh My Head Off – 3:34
5. Spit to See the Shine – 2:45
6. Ripe – 3:39
7. Quiet Room – 2:38

## Formazione
- Kat Bjelland - voce, chitarra
- Michelle Leon - basso
- Lori Barbero - batteria